# 藤岡警察署 (栃木県)

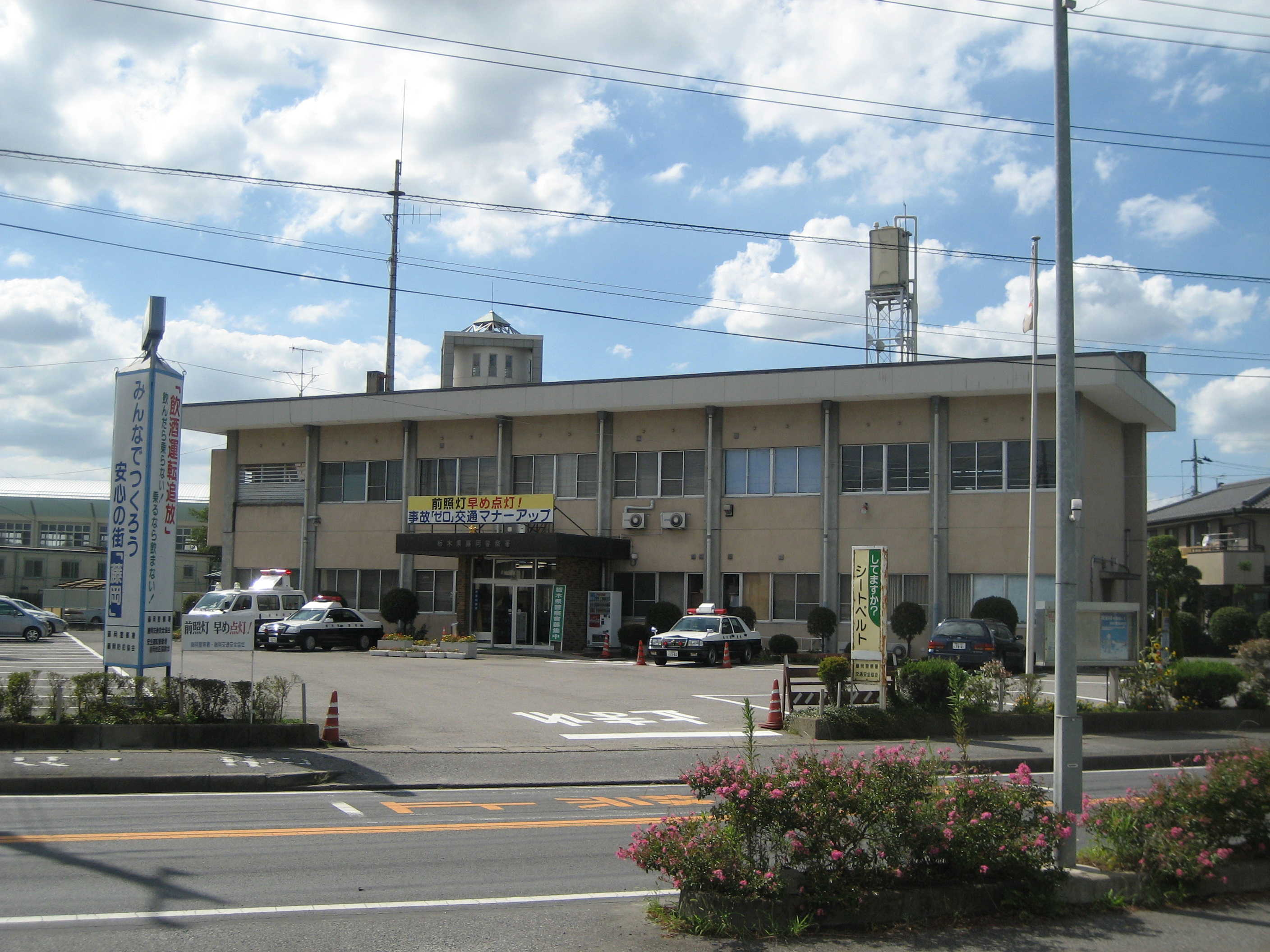
庁舎

藤岡警察署（ふじおかけいさつしょ）は、栃木県栃木市藤岡町藤岡にあった栃木県警察が管轄する警察署。2010年4月1日に栃木警察署と統合され、幹部交番に組織変更された。

## 所在地
- 栃木県栃木市藤岡町藤岡81-1

## 管轄区域
- 栃木市藤岡地域

## 沿革
- 1873年（明治6年） - 巡査駐屯所設置として設置
- 1875年（明治8年） - 栃木警察署藤岡分署に改称
- 1889年（明治22年） - 栃木警察署部屋分署に新設統合
- 1954年（昭和29年） - 警察法改正により、栃木県藤岡警察署に改称
- 1978年（昭和53年） - 現在地に新築・移転
- 2010年（平成22年）4月1日 - 栃木警察署に統合され、当署は幹部交番に組織変更。

## 交番
- なし

## 駐在所
- 赤麻駐在所
- 部屋駐在所
- 甲駐在所